# Hercynita
L'hercynita és un mineral de la classe dels òxids, que pertany al grup de l'espinel·la. Va rebre el seu nom per František Xaver Maximilian Zippe del nom llatí per al bosc de Bohèmia, Silva Hercynia, on va ser descoberta l'espècie.

## Característiques
L'hercynita és un òxid de fórmula química Fe2+Al₂O₄. Forma sèries de solució sòlida amb la cromita, la gahnita i l'espinel·la. Cristal·litza en el sistema isomètric. La seva duresa a l'escala de Mohs és 7,5.
Segons la classificació de Nickel-Strunz, l'hercynita pertany a «04.BB: Òxids amb proporció Metall:Oxigen = 3:4 i similars, amb només cations de mida mitja» juntament amb els següents minerals: cromita, cocromita, coulsonita, cuprospinel·la, filipstadita, franklinita, gahnita, galaxita, jacobsita, manganocromita, magnesiocoulsonita, magnesiocromita, magnesioferrita, magnetita, nicromita, qandilita, espinel·la, trevorita, ulvöspinel·la, vuorelainenita, zincocromita, hausmannita, hetaerolita, hidrohetaerolita, iwakiïta, maghemita, titanomaghemita, tegengrenita i xieïta.

## Formació i jaciments
Va ser descoberta l'any 1847 a Poběžovice, a la regió de Plzeň (Bohèmia, República Txeca). Als territoris de parla catalana se n'ha trobat únicament a la mina Nuestra Señora del Carmen, a Jumella (El Carxe, Múrcia).